# Napoleonville
Napoleonville – wieś w Stanach Zjednoczonych, w stanie Luizjana, siedziba administracyjna parafii Assumption.